# Bolsover
Bolsover är en stad i grevskapet Derbyshire i England. Staden ligger i distriktet Bolsover, cirka 21 kilometer sydost om Sheffield och cirka 32 kilometer norr om Nottingham. Tätorten (built-up area) hade 11 754 invånare vid folkräkningen år 2011. Bolsover nämndes i Domedagsboken (Domesday Book) år 1086, och kallades då Belesovre.